# 938
Cette page concerne l'année 938  du calendrier julien.
L'année 938 est une année commune qui commence un lundi.

## Événements
- Au début de l'année, le roi Louis d'Outremer assiège la place forte de Montigny dans le Soissonnais, tenue par le brigand Serlus. Appelé par Artaud de Reims, il fait le siège de la citadelle de Laon, récemment construite par Herbert II de Vermandois, et en vient à bout à l'aide de machines de siège[1].
- 28 juillet : Thankmar, demi-frère du roi Otton Ier de Germanie, est tué à la bataille d'Eresburg en luttant contre son frère Otton Ier de Germanie[2].
  - Révolte des féodaux contre Otton Ier de Germanie, dirigée par Thankmar, demi-frère du roi, Henri, frère du roi, rejoint par Wichmann, frère d’Hermann Billung, Gislebert de Lotharingie et le duc de Franconie Eberhard (fin en septembre 939)[3].

- Ngô Quyền bat les Chinois à la bataille du Bạch Đằng, les rejette hors du Nord du Viêt Nam et fonde la première dynastie nationale[4].
- Partage de la Bourgogne au traité de Langres entre Hugues le Noir, Giselbert de Chalon et Hugues le Grand. Tous les trois conservent le titre de duc de Bourgogne[5]. Hugues le Noir prête serment de fidélité au roi de Francie occidentale Louis IV d'Outremer.
- Conrad III de Bourgogne, menacé par le roi d'Italie Hugues d'Arles, se met sous la protection du roi Otton Ier[6].
- Deux armées hongroises attaquent la Saxe mais sont repoussés au Sud à Stederbourg (de) et au Nord à Drömling (en)[7].

## Fondations en 938
- Abbaye d'Aldeneik